# Cargadero de la Minero Siderúrgica de Ponferrada

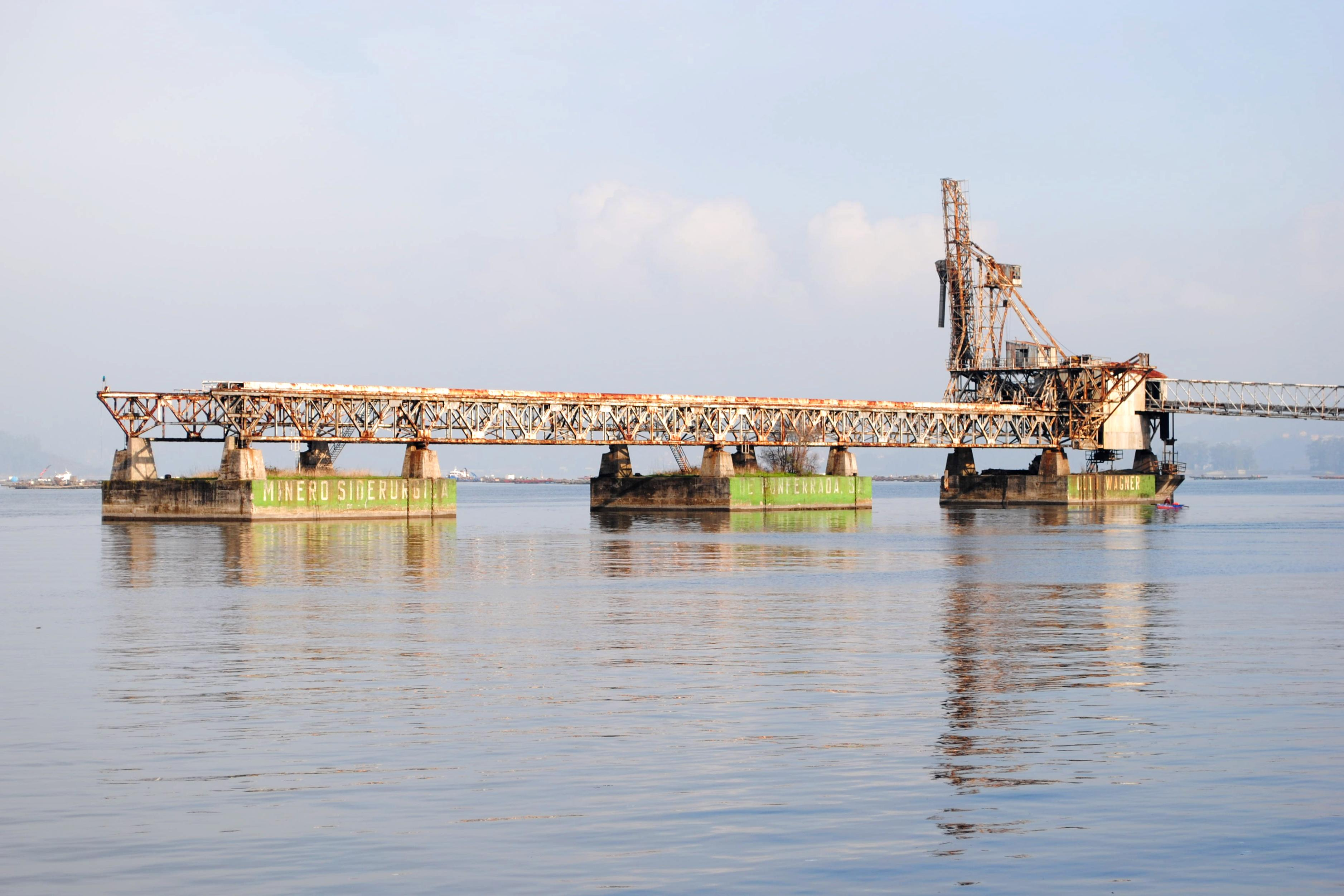
Cargadero de mineral en Rande

El cargadero de la Minero Siderúrgica de Ponferrada, también conocido como cargadero de Coto Wagner, es una instalación industrial construida entre los años 1960-1970 para la carga de mineral de hierro en la ría de Vigo, en el lugar de Rande, parroquia de Cedeira, del municipio de Redondela. Se mantuvo activo hasta mediados de los 70. En Rande también se ubicaba otro cargadero de mineral de hierro, construido en 1925, de la Compañía de Minerales de Hierro de Galicia S.A., y desde el que salía wolframio para la Alemania nazi durante la Segunda Guerra Mundial.

## Historia

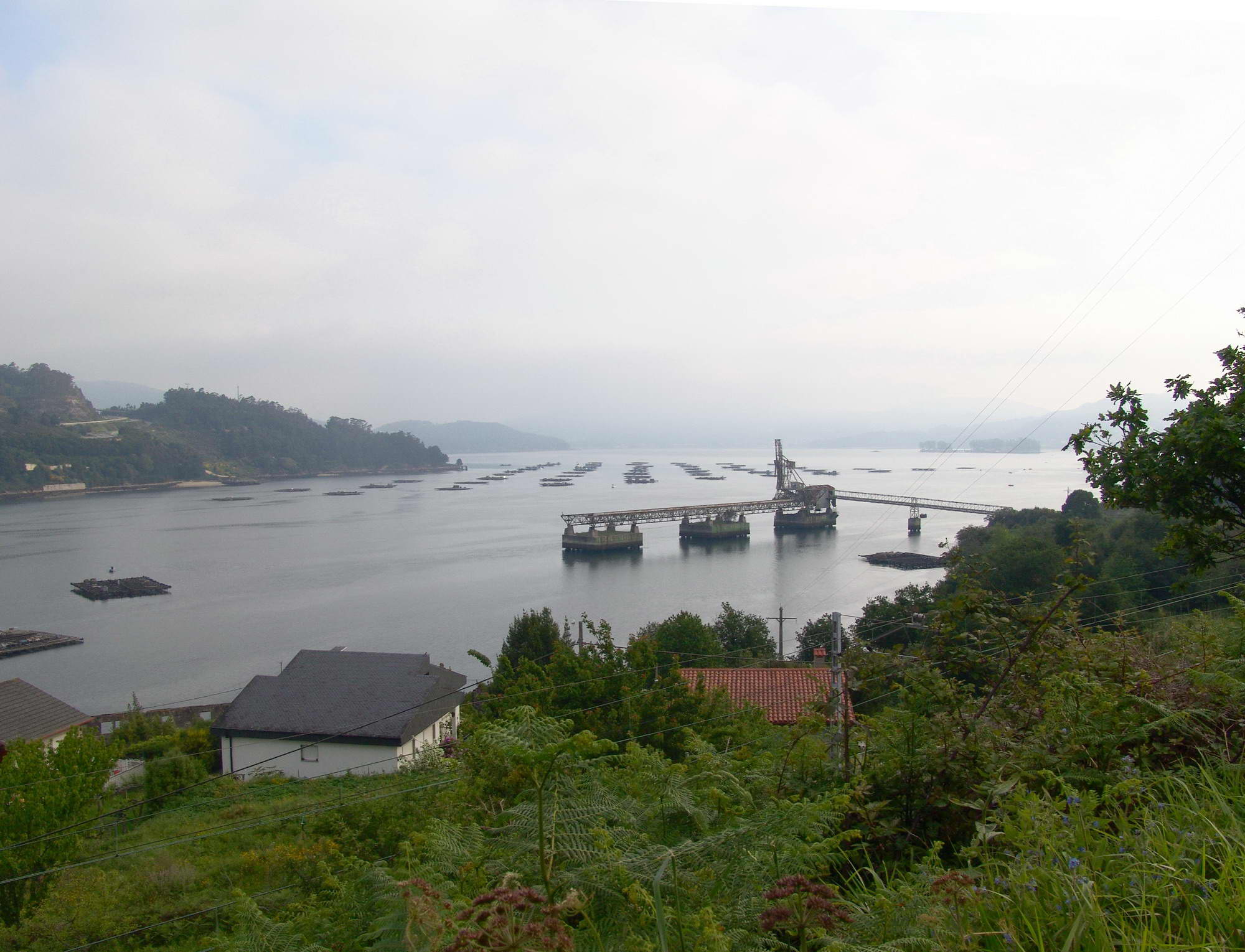
El cargadero se ubica en el interior de la ría

Es un cargadero modelo pantalán que posee un calado superior a 10 metros para el atraque de barcos de hasta 40 000 TRB. Su capacidad de carga era de 2000 t/h. En 1969 salieron 300 000 toneladas de mineral de hierro desde el cargadero, según la memoria de la MSP, procedentes también desde otras explotaciones mineras, mediante el cobro del canon de utilización (AMSP. Memoria Anual 1969).
La función principal de los cargaderos era facilitar el trasvase de mineral, que procedía de los ferrocarriles mineros, para su transporte por mar, y así proceder su exportación a las siderúrgicas europeas. Su construcción solucionó el principal problema de la (por aquel entonces) escasa operatividad para almacenamiento y carga del puerto de Vigo. Desde 2013 el Concello de Redondela, por una moción aprobada por unanimidad en el pleno, gestiona su inclusión, junto a las ruinas del castillo, el museo Meirande, el yacimiento submarino con los restos de los pecios de la Batalla de Rande y el otro cargadero de Rande, en un expediente conjunto, para declararlo como Bien de Interés Cultural (BIC), con categoría de Sitio Histórico.